# 李炳 (五代十国)
李炳（10世纪—10世纪），洺州肥乡人。

## 生平
李炳被安国军节度使薛怀让辟为观察支使。薛怀让移镇同州，又为掌书记。
后周年间，夏阳富人张廷徽诬告赵隐等五人为盗杀人，且厚赂薛怀让子薛有光。薛怀让派官吏刑讯赵隐等迫其认罪，遣李炳、亲校贾进、蒙追、判官刘震等结案，赵隐等皆弃市。家人诣阙诉冤，后来真正的盗贼也被捕获，薛怀让获罪，后周太祖因薛怀让系宿将，饶恕不问，刘震等被杖责流放。
李炳历任邠州、凤翔判官，拜殿中侍御史、知舒州。宋太祖征南唐，沿途只有舒州供奉最多，李炳因功劳加侍御史，卒。子李沆、李维。

## 家族
祖父李豐，泰陵令。父李滔，洺州團練判官。